# Тайбей
Тайбе́й (кит. трад. 臺北, спр. 台北, піньїнь Táiběi) — де-факто столиця Республіки Китай на острові Тайвань. Розташований в північній частині острова, тайбейській улоговині. Обмежений річками Даньшуй (на заході) і Сіньдянь. Місцевість, в цілому низинна в центральній частині і на заході міста підвищується на південь, схід і особливо — на північ, де вона досягає висоти 1120 м (гора Цисін).
У місті розташовані основні державні установи: Резиденція Президента, будівлі Парламенту, Кабінету міністрів, Верховного Суду, а також офіси та посольства іноземних держав (не відкрили посольство лише Сент-Вінсент і Гренадини).
Один із передових політичних, економічних, фінансових, освітньо-наукових і культурних центрів регіону. У 2003 році в Тайбеї був побудований один з найвищих хмарочосів світу — Тайбей 101. Тайбей — найважливіший освітній центр Тайваню. Серед навчальних закладів найвідоміший Національний університет Тайваню. Тайбей — також найбільший центр засобів масової інформації Тайваню.
Населення становить 2 618 772 чол. (2010). Густота населення складає 9634 особи/км². Як і населення інших міст Тайваню, населення Тайбея представлено етнічними групами хоклі, хакка, китайцями (хань) і тайванськими аборигенами.

## Назва
Початковий елемент топоніма тай — від назви «Тайвань», бей «північ, північний», тобто «місто на півночі Тайваню».

## Історія
Згідно з останніми археологічними дослідженнями на місці Жишаньян, яке знаходиться під юрисдикцією Тайбею, місто було заселене людьми ще з епохи пізнього палеоліту.
До XVIII століття біля міста проживали представники народності кетагалан. У 1684 році Тайбей був поміщений під управління округу Чжулуо префектури Тайвань імперії Цін, і вперше був включений до адміністративної системи Маньчжурії, а у 1709 році ханські китайські колоністи з південного Фуцзяня почали селитися у регіоні Тайбею.
У середині 19 століття у районі Тайбею почав зростати обіг торгівлі продуктами – особливе економічне значення здобув порт Тамс на березі Тайванської протоки, головним чином завдяки експорту чаю. У 1885 році було створено окрему провінцію Тайвань, і Лю Мінчуань став губернатором провінції. Він почав будувати залізницю від Дадаочена до Кілуна та Синьчжу, посилив будівництво пошти, телекомунікацій, доріг та іншої інфраструктури. У 1894 році наступник губернатора Шао Юлянь офіційно переніс столицю провінції з Цяозіту (сучасний південний район міста Тайчжун) до Тайбея, встановивши статус Тайбея як політичного та економічного центру Тайваню.
Північні ворота залишилися єдиною спорудою, що залишилася від старого міста часів династії Цін. Західні ворота і міські стіни були знесені за часів управління Японією, а південні і східні ворота — сильно змінені вже при правлінні Гоміньдану, втративши свій первісний вигляд.

### Японська окупація (1895—1945)
Тайвань відійшов Японії в рамках Сімоносекського договору 1895 року. Тайбей прозвали за японським читанням Тайхоку (яп. 台北; たいほく). Місто стало адміністративним центром японського колоніального уряду. Під час перебування острова під управлінням Японії місто набуло багато рис адміністративного центру: було збудовано багато споруд адміністративного уряду та житла для державних службовців. У 1920 році місто увійшло до складу японської префектури Тайхоку, а в 1938 році Тайбей було розширено шляхом приєднання до нього села Мацуяма, що є наразі районом Суншань. Тайхоку та прилеглі райони кілька разів зазнавали бомбардувань антигітлерівської коаліції. Найбільшим став авіарейд 31 травня 1945 року.
Після капітуляції Японії в 1945 році контроль над містом взяла націоналістична партії Китаю Гоміньдан.

### Столиця Китайської республіки (з 1945)

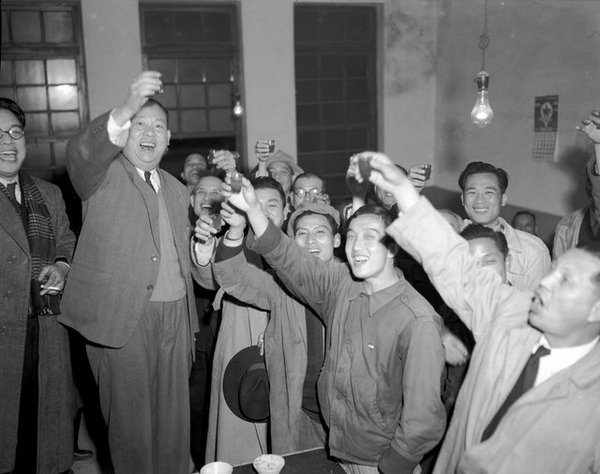
Святкування перших виборів мера міста у 1951 році

7 грудня 1949 року уряд Гоміньдану на чолі з Чан Кайші оголосив Тайбей тимчасовою столицею Китайської республіки, хоча де-юре столицею досі вважали Нанкін. У наступні десятиліття місто значно зросло. У 1967 році Тайбей отримав статус провінційного муніципалітету; тоді до Тайбею були приєднані такі райони як Шилін, Бейтоу, Нейху, Наньган, Цзінмей і Мучжу. Площа Тайбея була збільшена майже в 4 рази, а населення зросло до 1,56 млн осіб.
До середини 1970-х років населення становило вже близько 2 млн осіб; пізніше темпи зростання зменшилися і населення стало досить стабільним до середини 1990-х. Проте, Тайбей залишається одним з найгустонаселеніших міст світу, а населення продовжує зростати в прилеглих до міста районах, зокрема — в коридорі між Тайбеем і портом Цзілун на північному сході.
У 1990 році 16 районів міста були об'єднані в сучасні 12 адміністративних районів.
У 2003 році завершилося будівництво хмарочосу Тайбей 101. У ХХІ столітті місто Тайбей приймало масштабні міжнародні події, такі як 21-ша літня дефолімпіада, Міжнародна виставка квітів 2010 року, Всесвітній конгрес дизайну 2011 року та Літня Універсіада 2017 року.

## Географія
Тайбей розташований у північній частині острова Тайвань й оточений однойменним повітом. Місто розташоване в долині, з усіх сторін його оточують гори.

### Клімат
Місто знаходиться у зоні, котра характеризується вологим субтропічним кліматом. Найтепліший місяць — липень з середньою температурою 29.4 °C (85 °F). Найхолодніший місяць — січень, з середньою температурою 16.1 °С (61 °F).
| Клімат Тайбея           | Клімат Тайбея | Клімат Тайбея | Клімат Тайбея | Клімат Тайбея | Клімат Тайбея | Клімат Тайбея | Клімат Тайбея | Клімат Тайбея | Клімат Тайбея | Клімат Тайбея | Клімат Тайбея | Клімат Тайбея | Клімат Тайбея |
| Показник                | Січ.          | Лют.          | Бер.          | Квіт.         | Трав.         | Черв.         | Лип.          | Серп.         | Вер.          | Жовт.         | Лист.         | Груд.         | Рік           |
| Абсолютний максимум, °C | 27            | 31            | 32            | 32            | 36            | 37            | 37            | 37            | 36            | 35            | 32            | 30            | 37            |
| Середній максимум, °C   | 18            | 18            | 21            | 25            | 27            | 31            | 33            | 32            | 30            | 26            | 23            | 20            | 26            |
| Середня температура, °C | 16            | 16            | 18            | 21            | 25            | 27            | 29            | 29            | 27            | 24            | 20            | 17            | 22            |
| Середній мінімум, °C    | 12            | 13            | 15            | 18            | 21            | 24            | 25            | 25            | 23            | 21            | 17            | 14            | 19            |
| Абсолютний мінімум, °C  | 0             | 5             | 1             | 10            | 15            | 16            | 17            | 18            | 16            | 13            | 8             | 2             | 0             |
| Норма опадів, мм        | 92            | 136           | 167           | 157           | 210           | 297           | 239           | 276           | 245           | 107           | 69            | 74            | 2070          |
| ----------------------- | ------------- | ------------- | ------------- | ------------- | ------------- | ------------- | ------------- | ------------- | ------------- | ------------- | ------------- | ------------- | ------------- |
| Джерело: Weatherbase    |               |               |               |               |               |               |               |               |               |               |               |               |               |

### Якість повітря
У порівнянні з іншими містами Азії, Тайбей має «чудові» можливості для регулювання якістю повітря в місті. Дощовий клімат, розташування поблизу узбережжя та суворі екологічні норми запобігли забрудненню повітря стати серйозною проблемою для здоров’я, принаймні порівняно з містами Південно-Східної Азії та промисловими містами материкового Китаю. Однак смог у Тайбеї надзвичайно поширений, і після бездощових днів у всьому місті прослідковується погана видимість.
Вихлопні гази двигунів транспортних засобів, особливо моторолерів є основним джерелом забруднення повітря в Тайбеї. Через менший рух повітря вранці спостерігається вищий рівень дрібних твердих частинок і поліциклічних ароматичних вуглеводнів, проте сонячне світло зменшує певну кількість забруднення.

## Економіка
Тайбей — найважливіший транспортний центр Тайваню, де сходяться основні залізниці, що ведуть на північний схід, у бік порту Дзілун, і на південь, у бік міста Гаосюн, а також нова лінія швидкісної залізниці Тайбей—Гаосюн, що стала до ладу в січні 2007 року. З 1996 року в місті працює метрополітен, будівництво якого тривало 8 років. Важливими галузями є виробництво електроніки і компонентів, точних приладів, обладнання, текстилю та одягу, продуктів харчування та ін. Все більш вагоме значення в економіці набувають торгівля, транспорт і банківський сектор. Туризм — невеликий, але, тим не менш, теж досить важливий компонент економіки міста. На 2007 рік номінальний ВВП Тайбея склав приблизно 160 млрд. $.
Місто обслуговують міжнародний аеропорт «Таоюань», розташований у повіті Таоюань, і морський порт «Дзілун» на північно-східному узбережжі острова.
Місто Тайбей — найважливіший освітній та університетський центр Тайваню. Серед навчальних закладів найвідоміший Тайванський державний університет. Також у цьому місті стоїть хмарочос Тайбей 101 заввишки 508 м.
У 2007 році там пройшла Вікіманія.

## Населення
| 2 270 983 | ▲ 2 717 992 | ▲ 2 633 802 | ▲ 2 650 968 | ▲ 2 704 810 |

## Адміністративний поділ
Тайбей має статус міста центрального підпорядкування (кит. трад. 直轄市, піньїнь: zhíxiáshì, палл.: чжисяши), та складається з 12-и менших адміністративних одиниць — районів (區).
|            | Район  | Район      | Район           | Населення | Площа | Індекс |
| укр.       | кит.   | піньїнь    | станом на 2009. | км²       |       | Індекс |
| ■ Чжунчжен | 中正區 | Zhōngzhèng | 159 464         | 7,6071    | 100   |        |
| ■ Датун    | 大同區 | Dàtóng     | 124 466         | 5,6815    | 103   |        |
| ■ Чжуншань | 中山區 | Zhōngshān  | 218 551         | 13,6821   | 104   |        |
| ■ Суншань  | 松山區 | Sōngshān   | 209 903         | 9,2878    | 105   |        |
| ■ Даань    | 大安區 | Dà'ān      | 313 371         | 11,3614   | 106   |        |
| ■ Ваньхуа  | 萬華區 | Wànhuá     | 190 050         | 8,8522    | 108   |        |
| ■ Сіньї    | 信義區 | Xìnyì      | 227 232         | 11,2077   | 110   |        |
| ■ Шілінь   | 士林區 | Shìlín     | 285 459         | 62,3682   | 111   |        |
| ■ Бейтоу   | 北投區 | Běitóu     | 249 319         | 56,8216   | 112   |        |
| ■ Нейху    | 內湖區 | Nèihú      | 267 120         | 31,5787   | 114   |        |
| ■ Наньган  | 南港區 | Nángǎng    | 113 462         | 21,8424   | 115   |        |
| ■ Веньшань | 文山區 | Wénshān    | 261 523         | 31,5090   | 116   |        |

## Транспорт
Громадський транспорт становить значну частину пересування у Тайбеї. Відповідно до урядового опитування 2022 року, 34,9% поїздок було здійснено на громадському транспорті в Тайбеї, що є більше, ніж в будь-якій іншій місцевості Тайваню.
Головний вокзал Тайбея є центром метро, автобусів, звичайної та високошвидкісної залізниці держави. З 2002 року оплата за проїзд може здійснюватися безконтактно смарт-карткою EasyCard, яку можна використовувати для всіх видів громадського транспорту.

## Освіта
Нижче показано перелік університетів у Тайбеї та рік їхнього заснування у дужках

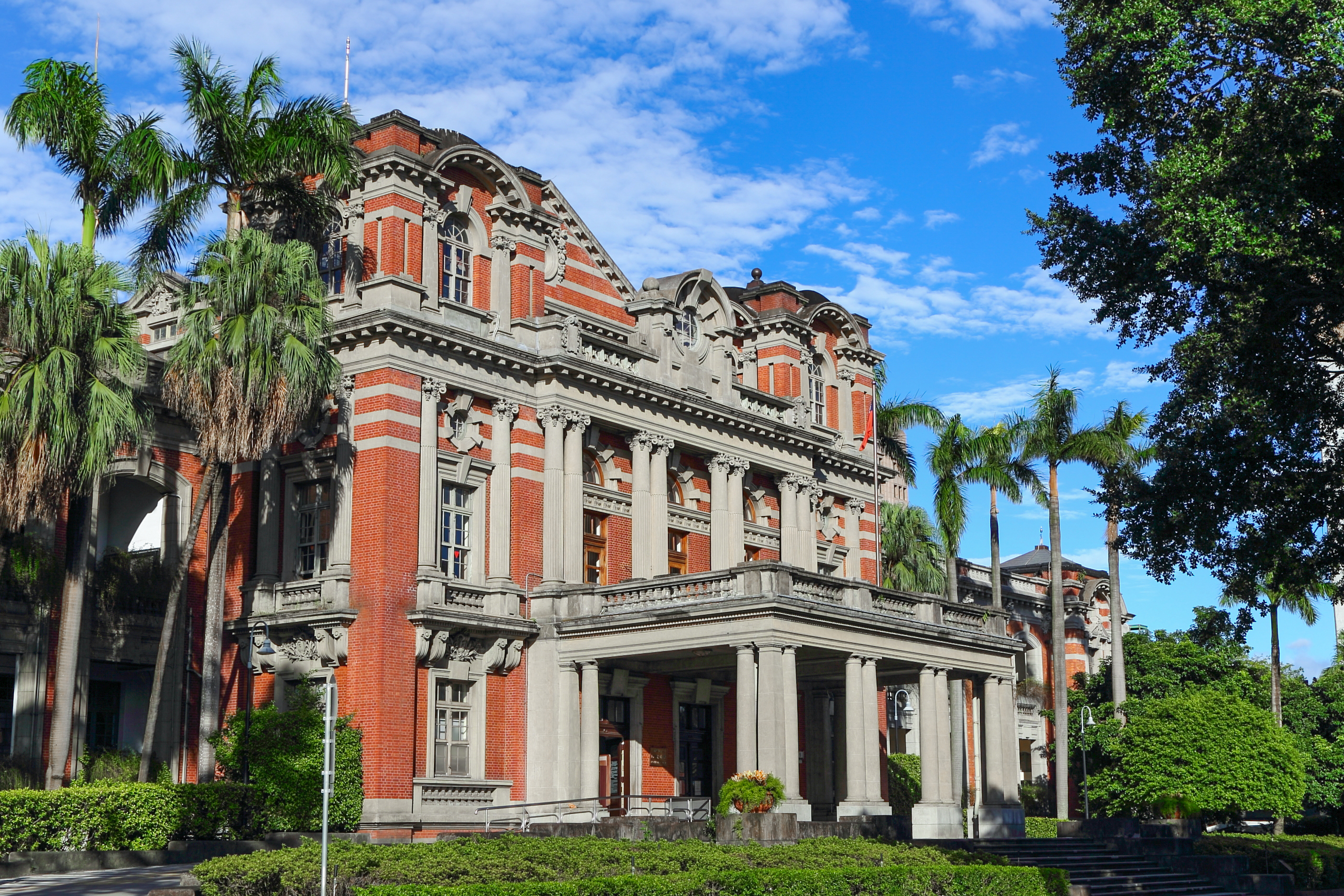
Національний університет Тайваню

| - Національний тайванський університет (1928) - Національний університет Чженчжі (1927) - Національний оборонний медичний центр (1902) - Університет національної оборони (1906) - Національний університет Тайбея (1949) - Національний тайбейський університет бізнесу (1917) - Національний тайбейський університет освіти (1895) - Національний тайбейський університет медичних наук (1947) - Національний тайванський університет науки і техніки (1974) - Національний тайбейський технологічний університет (1912) - Національний тайванський коледж мистецтв (1957) - Національний університет Ян-Міна (1975) - Тайбейський національний університет мистецтв (1982) - Університет Тайбея (2013) | - Тамканський університет (1950) - Університет Сужоу (1900) - Китайський університет культури (1962) - Університет Мін Чуань (1957) - Університет Ши Синь (1956) - Університет Ши Цзянь (1958) - Тайбейський медичний університет (1960) - Університет Татунг (1956) - Китайський технологічний університет (1965) |

## Культура

### Музеї
- Національний палац-музей (Тайбей)
- Астрономічний музей Тайбея

## Уряд
- Міністерство внутрішніх справ Республіки Китай
- Міністерство закордонних справ Республіки Китай
- Міністерство національної оборони Республіки Китай
- Міністерство фінансів Республіки Китай
- Міністерство освіти Республіки Китай
- Міністерство юстиції Республіки Китай
- Міністерство економіки Республіки Китай
- Міністерство транспорту та зв'язку Республіки Китай
- Міністерство праці Республіки Китай
- Міністерство охорони здоров'я та соціального забезпечення Республіки Китай
- Міністерство науки і техніки Республіки Китай
- Президентський палац (Тайбей)
- Законодавчий юань
- Аудиторський юань
- Виконавчий юань
- Експертизний юань
- Судовий юань
- Верховний суд Республіки Китай

## Міста-побратими
| - Х'юстон (1961) - Ломе (1966) - Маніла (1966) - Котону (1967) - Хошимін (1968) - Кесон-Сіті (1968) - Сеул (1968) - Сан-Франциско (1970) - Санто-Домінго (1970) - Гуам (1973) - Клівленд (1975) - Тегусігальпа (1975) - Індіанаполіс (1978) - Джидда (1978) - Маршалл (1978) - Атланта (1979) - Лос-Анджелес (1979) - Фінікс, штат Аризона (1979) | - Оклахома-Сіті (1981) - Голд-Кост (1982) - Йоганнесбург (1982) - Преторія (1983) - Лілонгве (1984) - Сан-Хосе (1984) - Версаль (1986) - Асунсьйон (1987) - Панама (1989) - Манагуа (1992) - Сан-Сальвадор (1993) - Варшава (1995) - Улан-Уде (1996) - Банжул (1997) - Бісау (1997) - Бостон (1997) - Дакар (1997) | - Даллас (1997) - Ла-Пас (1997) - Мбабане (1997) - Сан-Ніколас, Нуево-Леон (1997) - Улан-Батор (1997) - Гватемала (1998) - Маджуро (1998) - Монровія (1998) - Вільнюс (1998) - Рига (2001) - Малабон (2005) - Уагадугу (2008) - Тегу (2010) - Прага |

### Партнери
- Анкоридж (1997)
- Йокогама (2006)
- Кота-Кінабалу (2017)[31]

### Дружні міста
- Перт (1999)
- Орендж (2000)
- Джорджтаун (2009)
- Гельсінкі (2012)

## Галерея

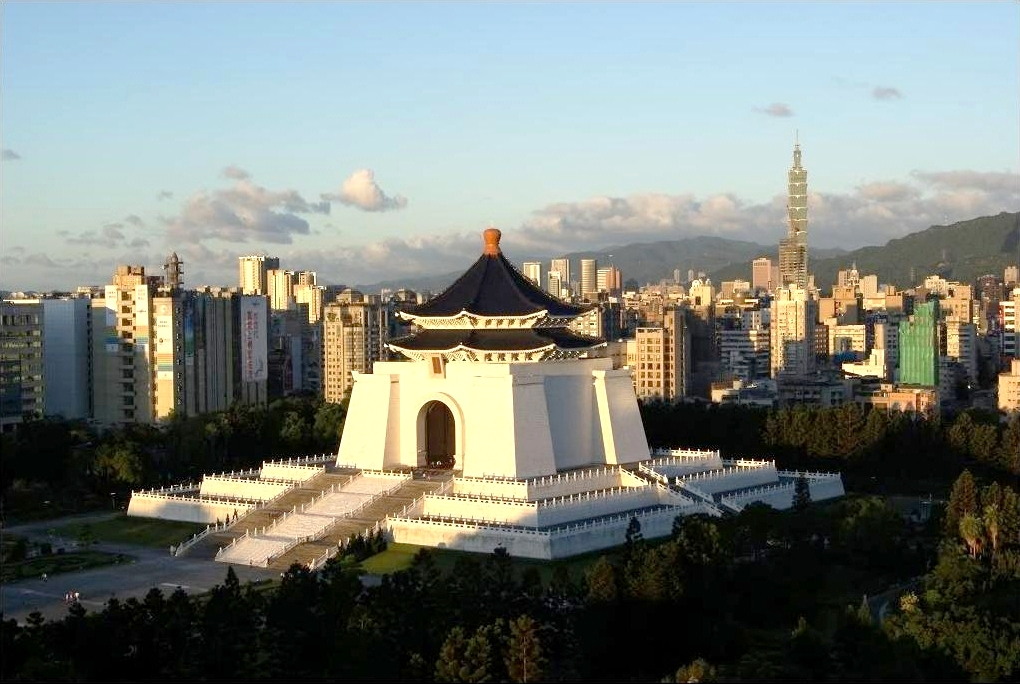
Національний меморіал
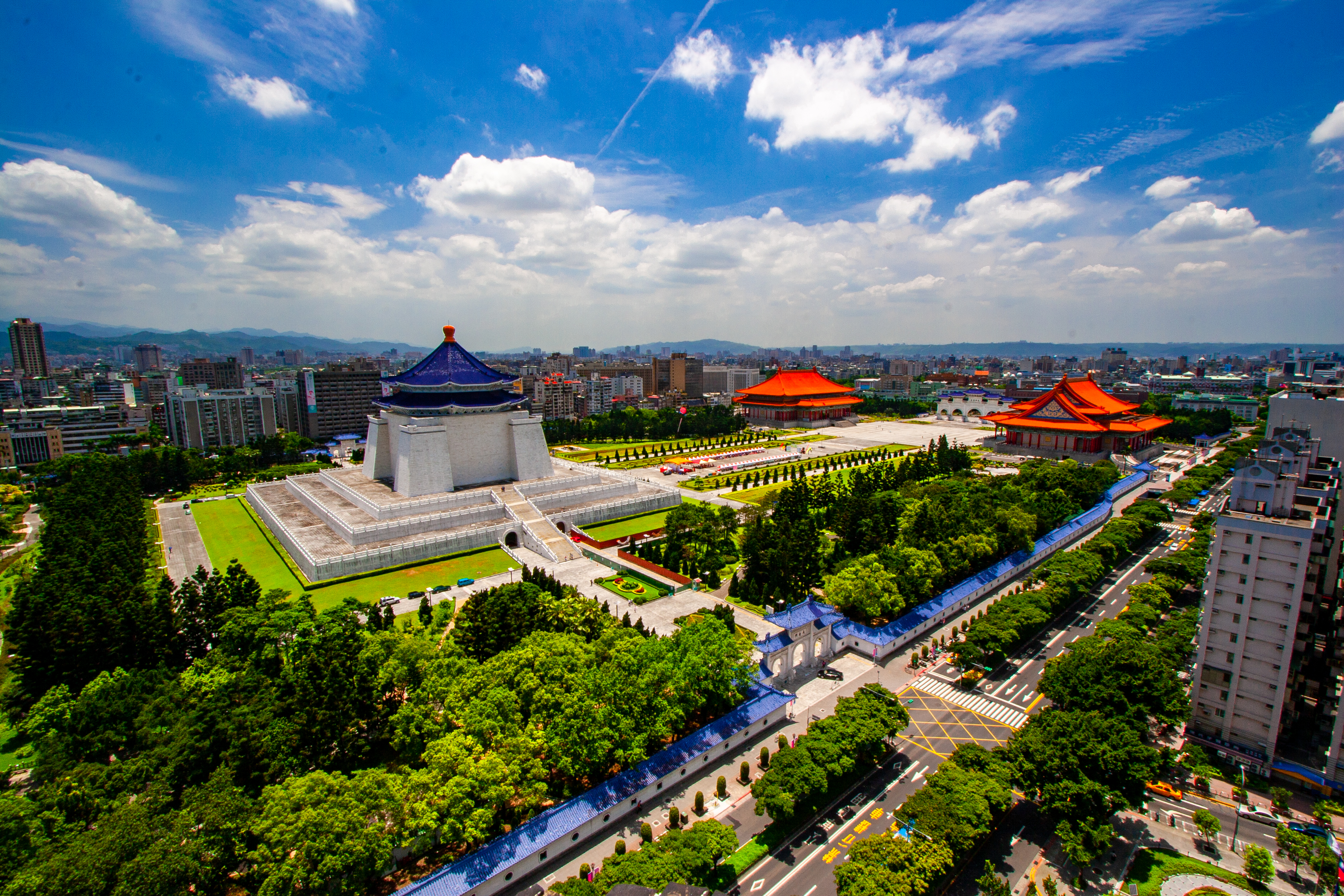
Національний меморіал
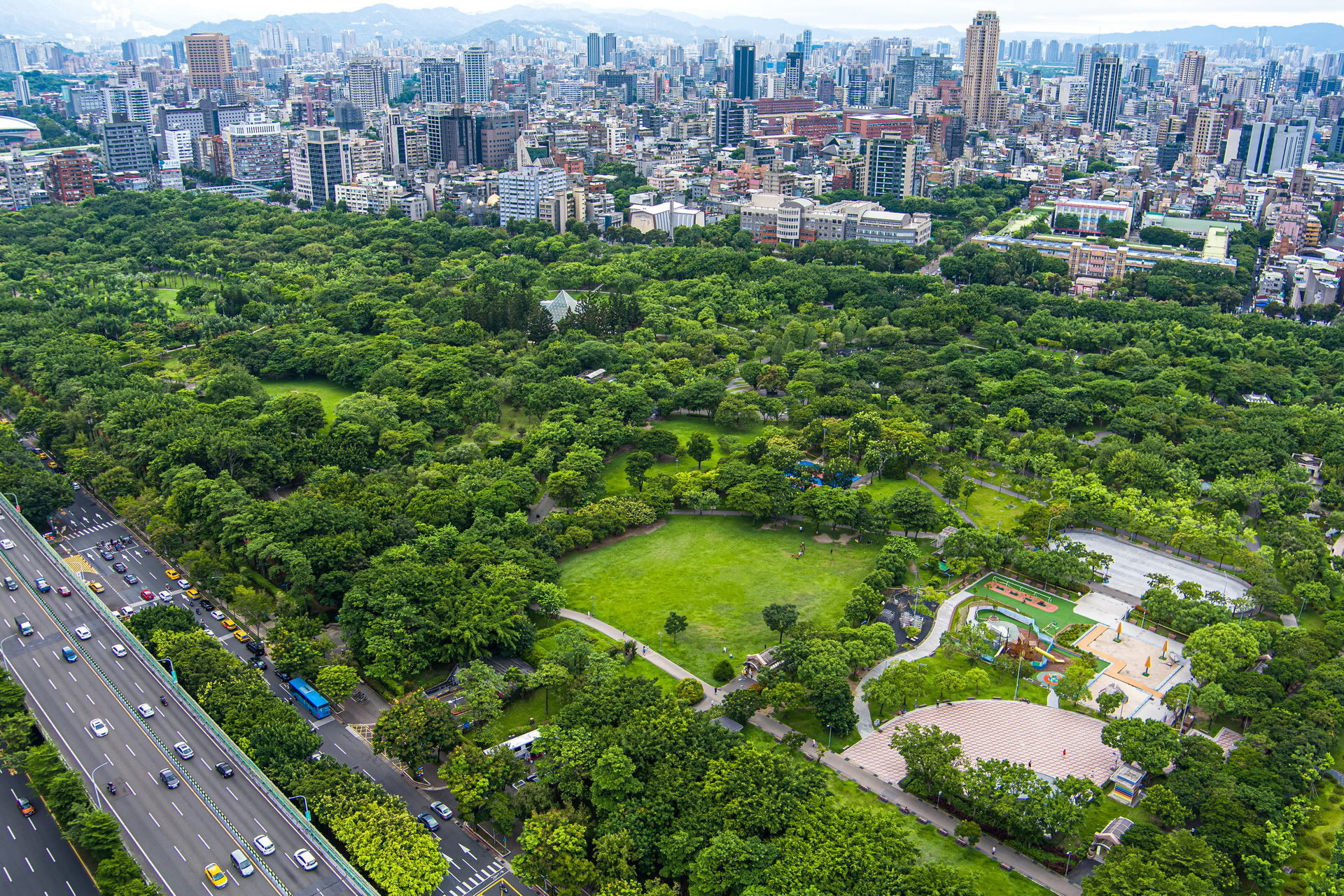
Парк Даан
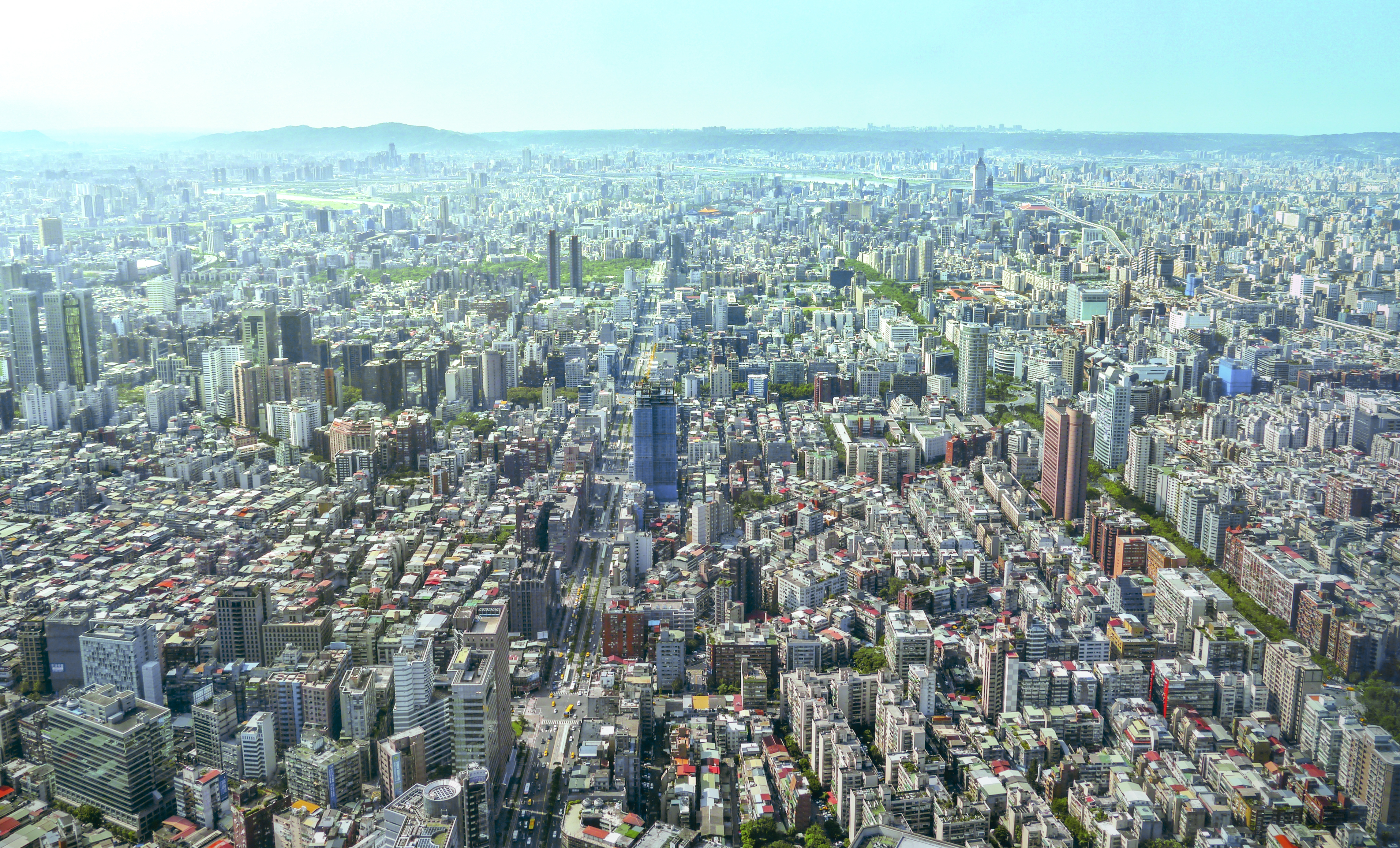
Тайбей
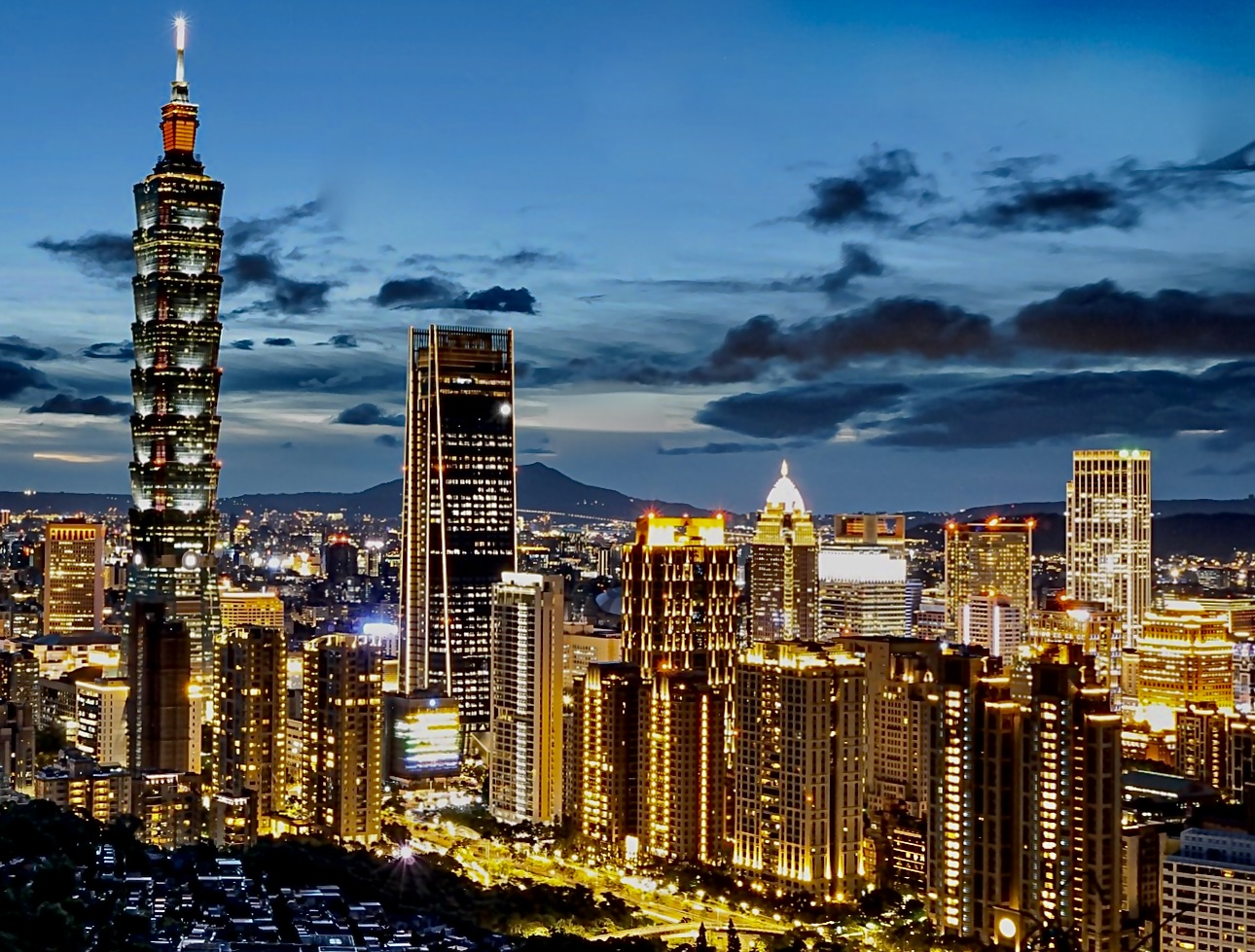
Тайбей
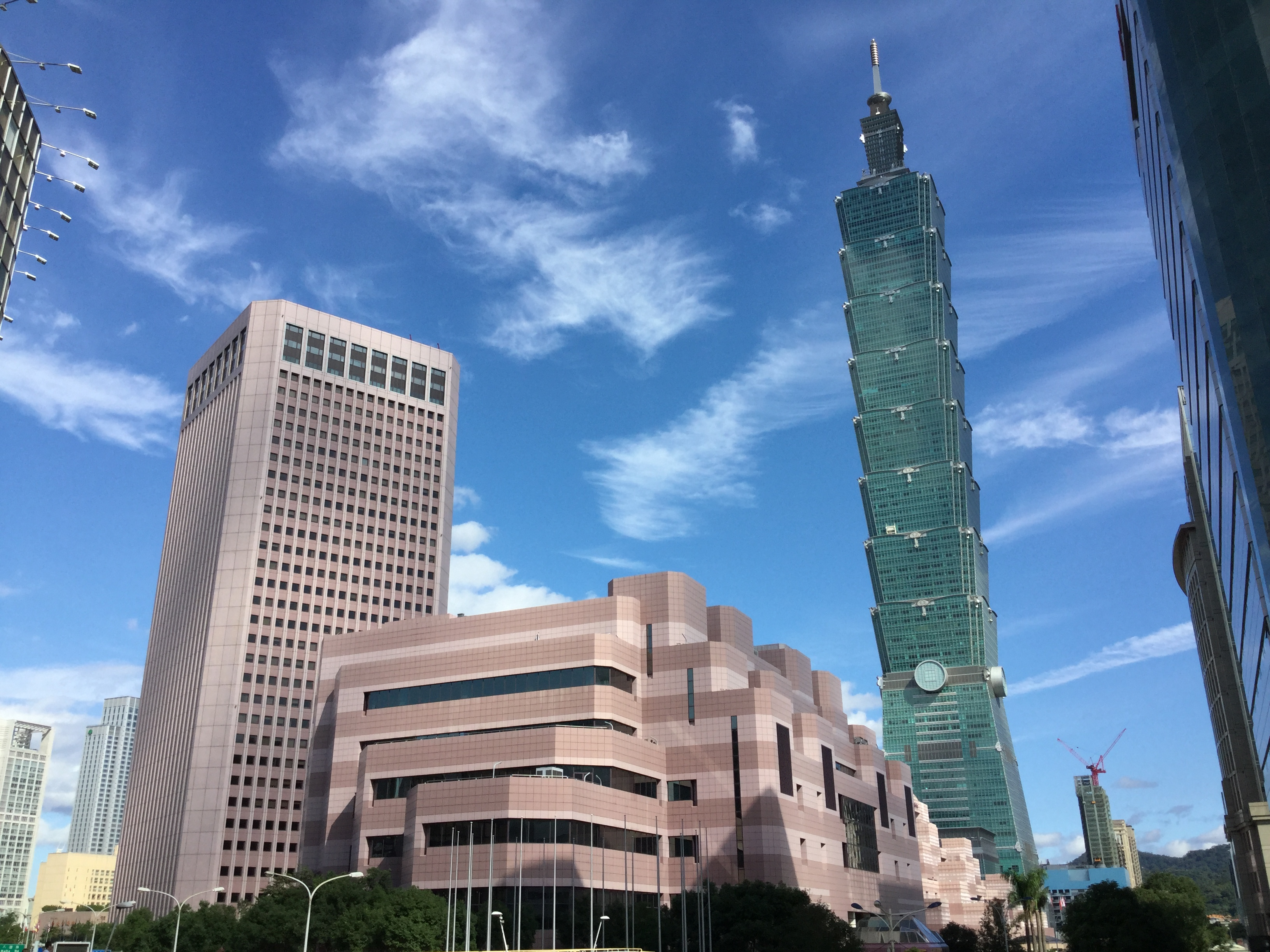
Тайбей 101
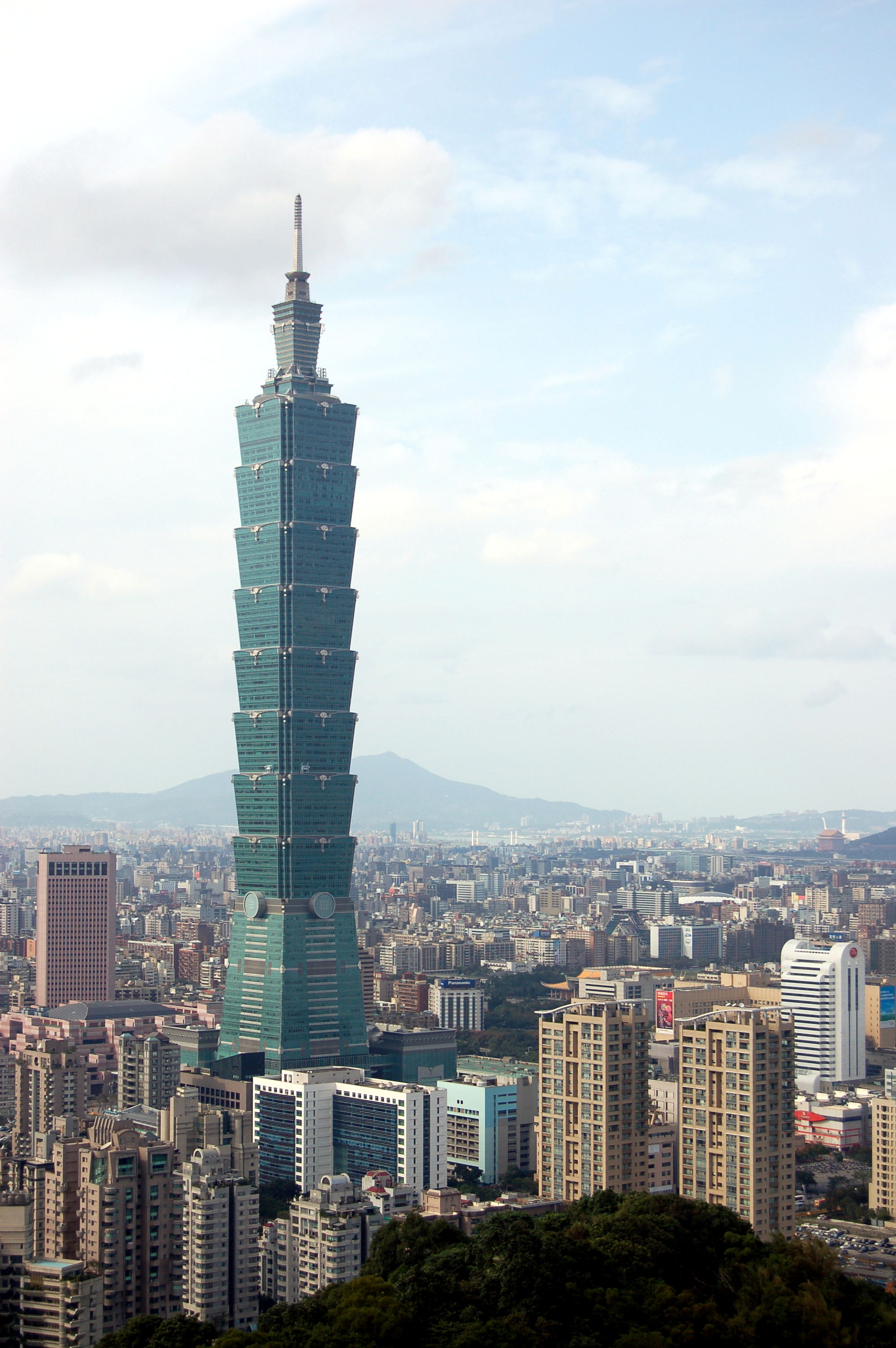
Тайбей 101
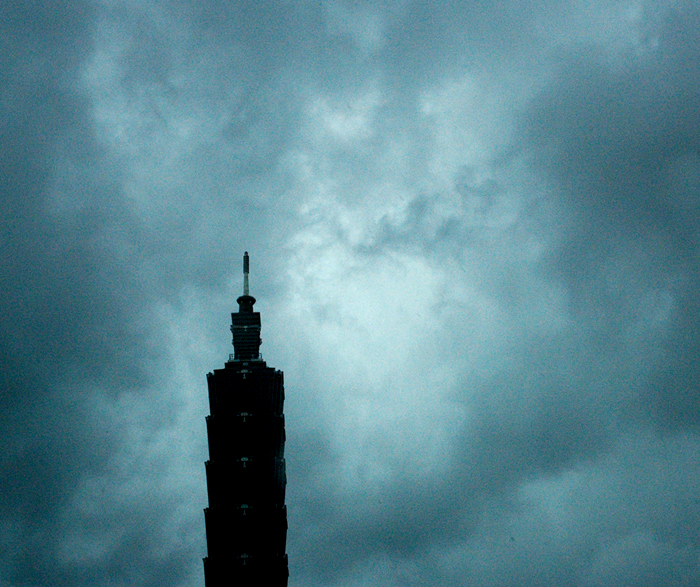
Тайфун у місті
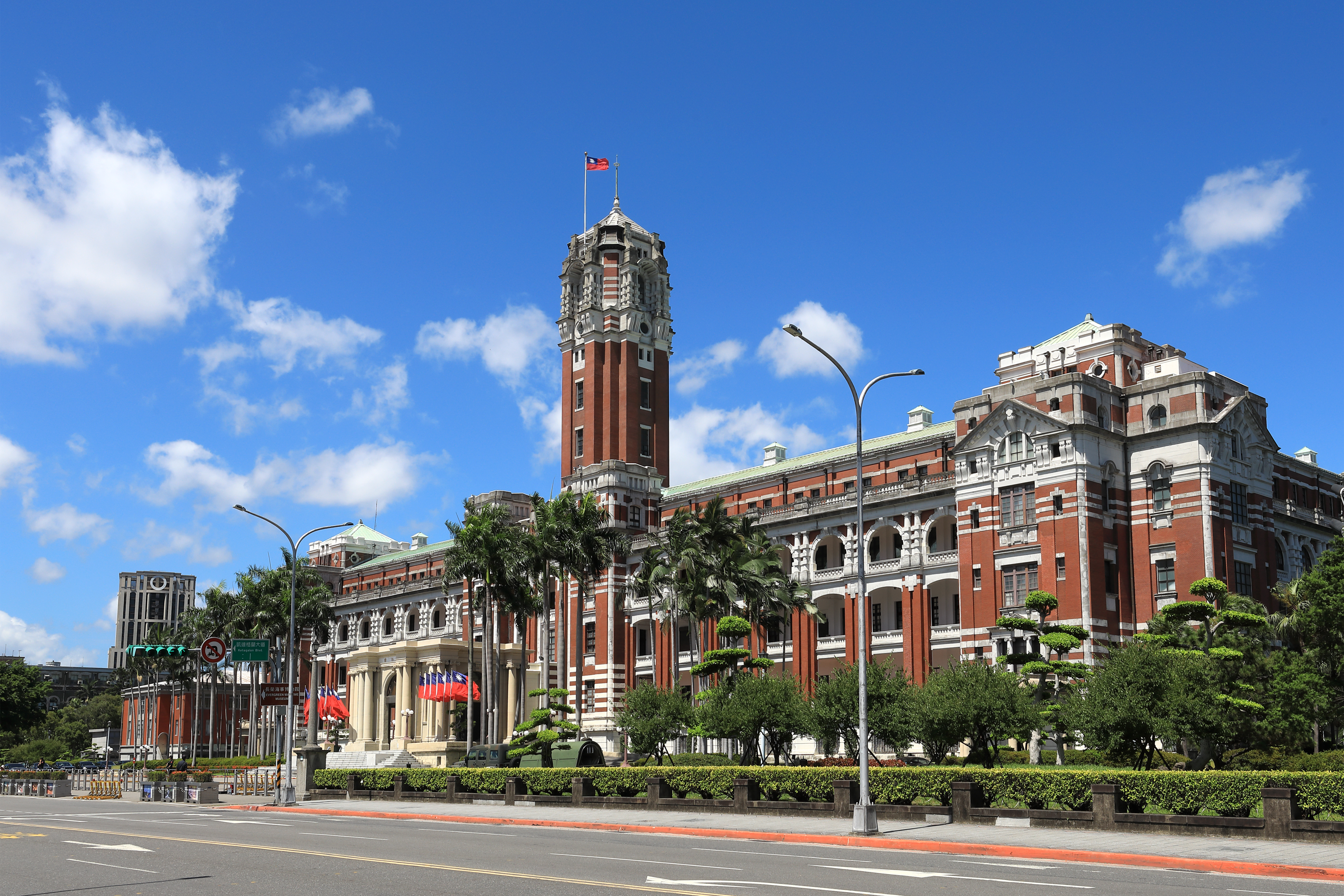
Президентський палац
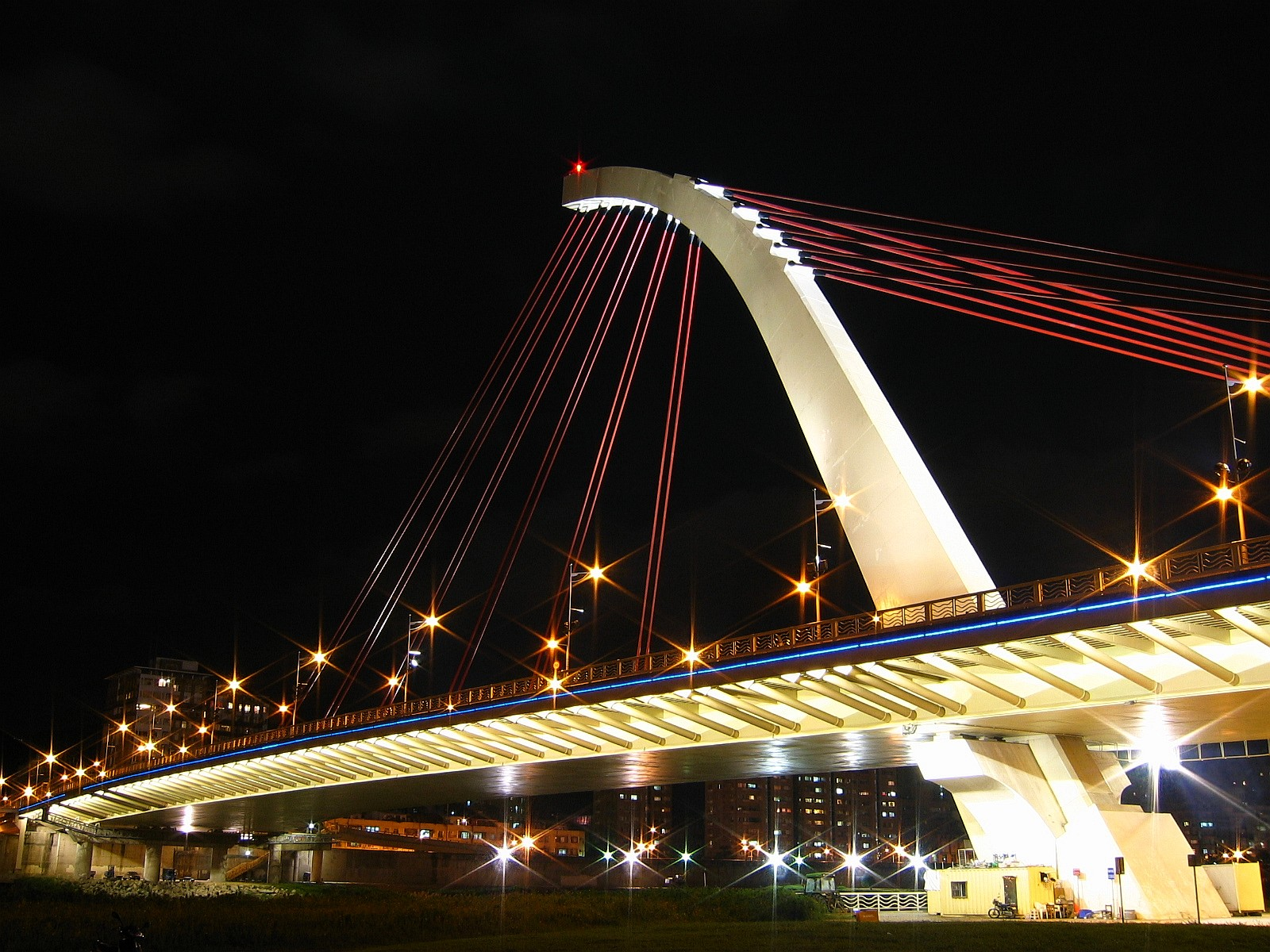
Міст дажі
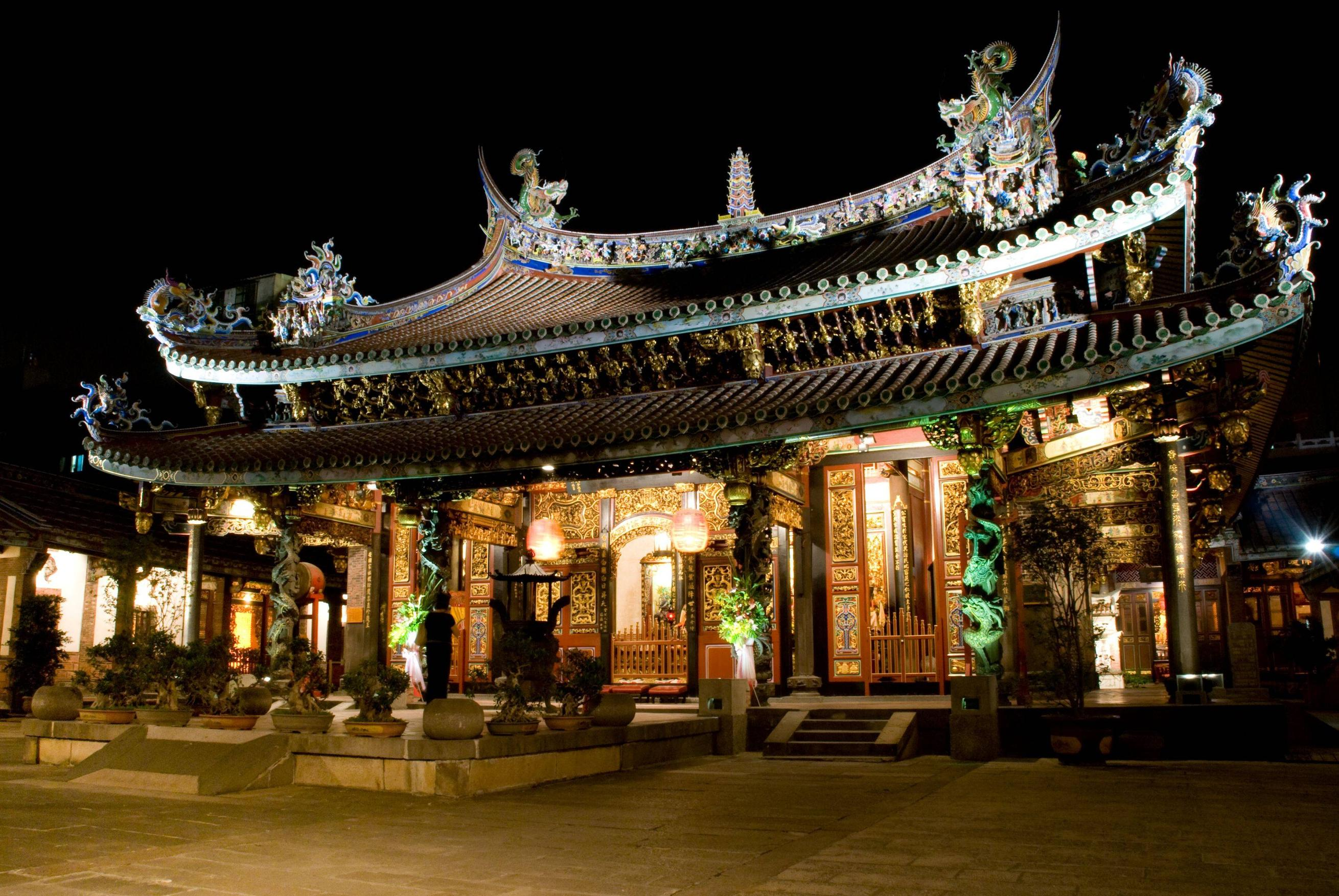
Храм Бао-ан
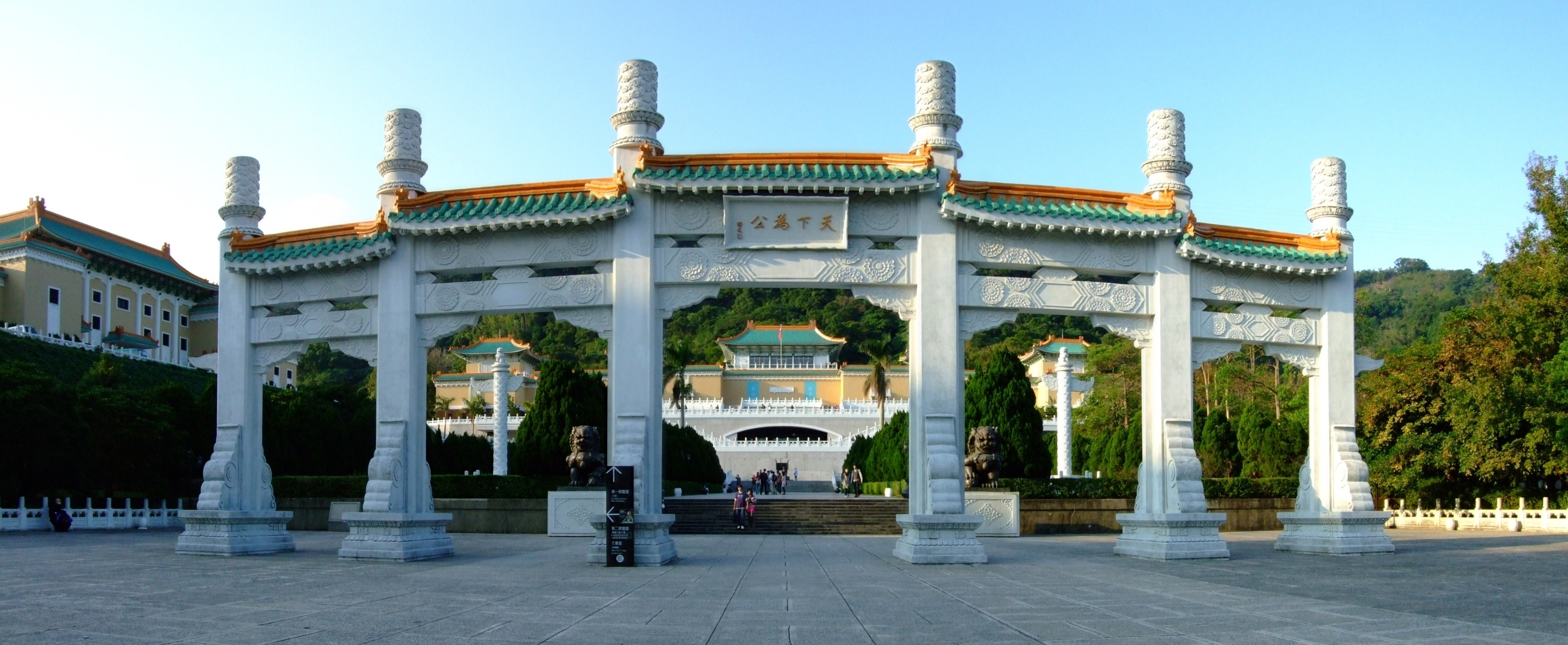
Національний музей
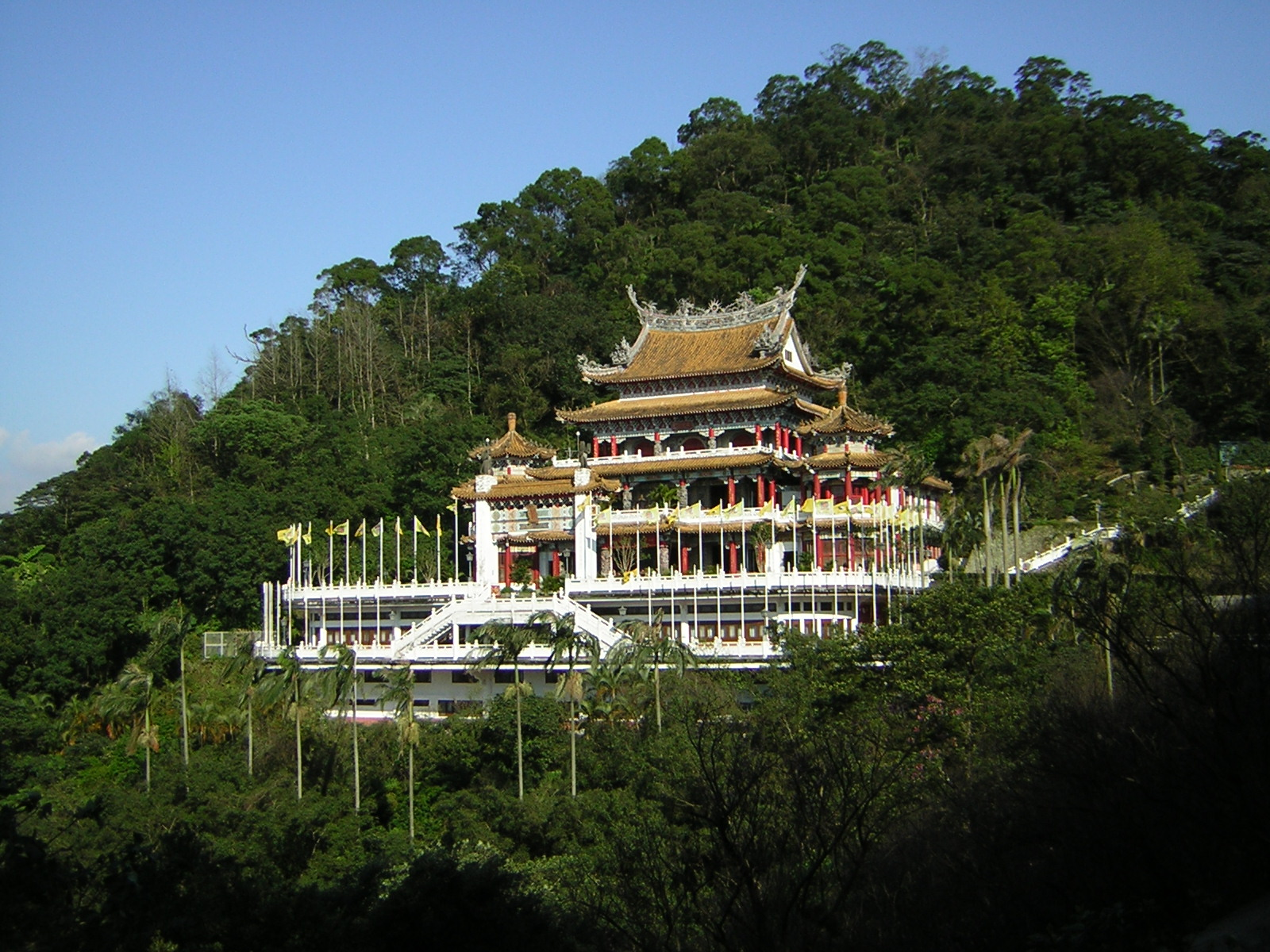
Храм Жінан
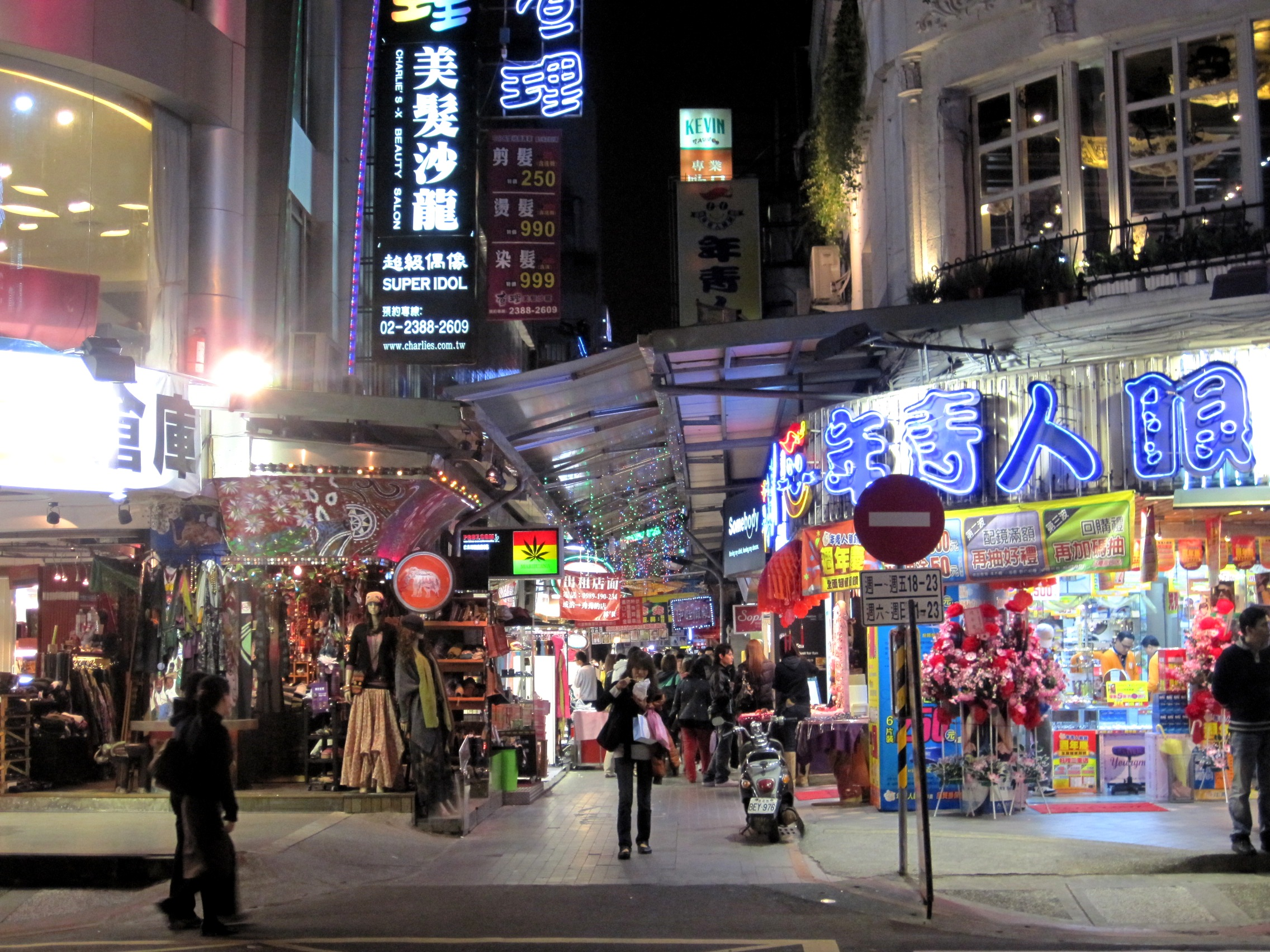
Тайбей

## Відомі уродженці
- Ван Чі-лінь, тайванський бадмінтоніст
- Вень Цзиюнь, тайбейська каратистка
- Джеррі Янг, генеральний директор корпорації Yahoo!
- Лі Каншен, тайванський актор і режисер
- Карен Ю, піонерка справедливої торгівлі на Тайвані
- Джастін Лін, американський режисер
- Мері Чен, тайванська екологиня і політична діячка
- Селіна Жень, тайванська співачка
- Сюе Сяолан, тайванська авторка, дизайнерка, венчурна капіталіста
- Одрі Тан, розробник вільного програмного забезпечення
- Цай Інвень, тайванський політик
- Елейн Чао, американський політичний і державний діяч
- Чжан Шаньчжен, тайванський політик
- Чжоу Чуаньсюн, тайванський співак і композитор
- Юань Чанг, американська вірусологиня та епідеміологиня